# Maria Di Gregorio
Maria Di Gregorio, in religione suor Maria della Croce (Castellammare del Golfo, 18 aprile 1885 – Palermo, 20 novembre 1976) è stata una religiosa italiana nota per aver fondato, nella chiesa della Madonna delle Grazie a Castellammare del Golfo, la congregazione religiosa delle suore Orsoline del Santissimo Crocifisso.
(Mons. Ludovico Puma)

## Biografia
Nacque a Castellammare del Golfo il 18 aprile 1885 da una modesta famiglia. Il papà Leonardo e la mamma Maria Ciaravino la educarono secondo i loro sani principi di fede. Con un forte carattere Maria, sin da piccolissima si distinse per il suo amore a Cristo e il servizio alla Chiesa. Da giovane entrò a far parte del Sodalizio delle Figlie di Maria, le  Agnesine, fondato dal Sacerdote Giovanni Borruso nel 1882, con sede nella Chiesa Madre di Castellammare. Negli anni seguenti si dedicò fortemente nel suo cammino cristiano e provò ad entrare come novizia tra le Clarisse di Alcamo, ma senza riuscirci.
Nel 1901 organizzò una manifestazione cittadina contro la massoneria e la bestemmia e a sostegno dei ceti meno abbienti. Nel centralissimo Corso Garibaldi salì a comiziare su un balcone lasciando stupefatto il pubblico maschile presente.
Due particolari eventi diedero una svolta alla sua vita spirituale. Recatasi a Palermo, una sconosciuta le porge un santino di Sant'Angela Merici; Un sogno rivelatore, in cui la Vergine Maria la invogliava a continuare per la sua opera spirituale. Successivamente a queste vicende si inizia a muovere per portare a Castellammare la Compagnia di Sant'Orsola. Così, guidata dal sacerdote Giovanni Sarcona si consacra fra le Orsoline e inaugura il Pio istituto di Sant'Angela Merici situato nella via Macina, oggi via Generale Michele Di Gaetano. Il bisogno di aiutare i fratelli bisognosi, in quel drammatico inizio del 900, nasce dalla contemplazione del Crocifisso e dalla realtà castellammarese in cui vecchi e bambini sono spesso abbandonati. La croce diventa il suo distintivo e per questo prende il nome di suor Maria della Croce.

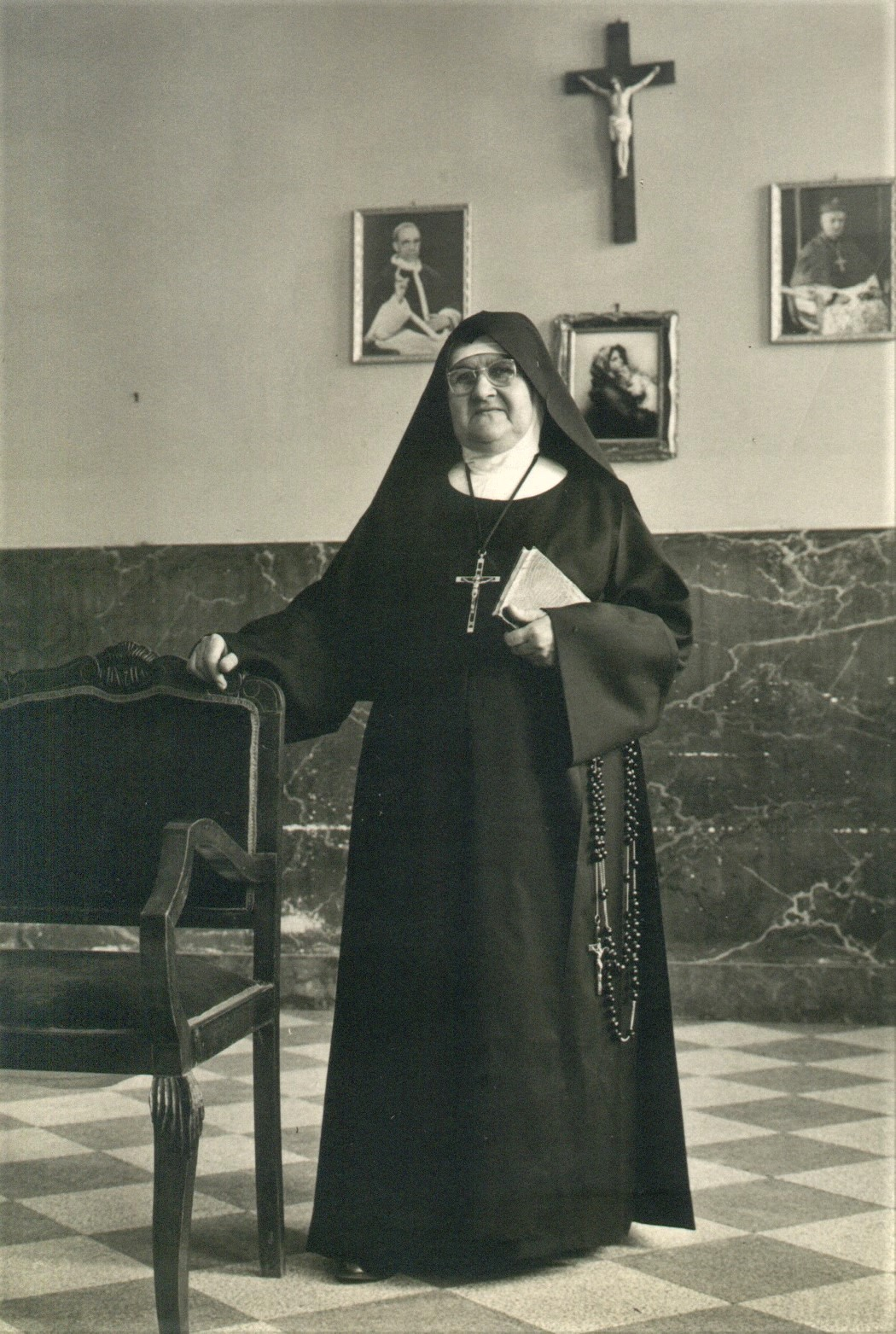
Suor Maria della Croce in abiti monacali nella casa di Palermo negli anni 50

Successivamente, il sacerdote Gaetano Picciurro decide di inviare una lettera al vescovo di Mazara del Vallo, riferendo che la compagnia ha bisogno di una sede ecclesiale. A questa richiesta il vescovo rispose e affidò loro la chiesa della Madonna delle Grazie ubicata all'inizio di via Roma, che allora versava in condizioni pessime. In questa chiesa continua la sua opera di carità verso tutti i bisognosi, sia dal punto di vista spirituale che materiale, accogliendo e curando poveri, malati, orfani e anziani abbandonati.

Il 2 luglio 1921, nei locali adiacenti alla chiesa della Madonna delle Grazie, insieme a Maria Di Stefano e sotto la guida spirituale dei sacerdoti Gaetano Picciurro e Giovanni Sarcona, Maria Di Gregorio diede vita a una congregazione religiosa femminile denominata Orsoline del Santissimo Crocifisso. La nuova congregazione non abbandona le origini Mericiane e le nuove religiose restano profondamente Orsoline, ma con la specificazione del “Santissimo Crocifisso”, voluta dalla madre superiora, citando le sue parole:
(Suor Maria della Croce)
Ben presto le orsoline incominciarono a diffondersi fuori da Castellammare ampliando il proprio raggio di operatività e a rispondere ai bisogni di altre popolazioni. Si insediano, pertanto, a Belmonte Mezzagno, Bivona, Cianciana, Gibellina, Isole Eolie, Salaparuta, Sambuca di Sicilia, Santa Ninfa. Nel 1930 sono a Palermo, Roma e addirittura all'estero, in  Brasile. 
Muore a 91 anni, il 20 novembre 1976, a Palermo e viene sepolta nel cimitero di Castellammare. 

## Onorificenze
Dopo 24 anni dalla morte, l’11 novembre 2000, alle 16.00, nella Chiesa Madre di Castellammare, viene celebrata una solenne Eucaristia presieduta dal vescovo di Trapani, in occasione della traslazione delle spoglie mortali di Suor Maria della Croce Di Gregorio dal cimitero alla Chiesa Madonna delle Grazie, in quella Chiesa in cui lei iniziò il cammino di consacrazione totale a Dio ed ai fratelli bisognosi.
A suor Maria della Croce il comune di Castellammare del Golfo ha intitolato una strada cittadina. Anche il nuovo istituto sito in contrada duchessa, costruito su una proprietà di suor Lorenzina Ciaravino è stato intitolato alla madre fondatrice.